# Polarizacija valovanja
Polarizácija valovánja opisuje smer nihanja količine, ki valuje. Smiselno jo je vpeljati le pri transverzalnih valovanjih, pri katerih je nihanje pravokotno na smer širjenja valovanja. Najpogosteje se polarizacija vpelje pri elektromagnetnem valovanju (na primer vidni svetlobi), pri katerem električno in magnetno polje nihata pravokotno drugo na drugo, in hkrati pravokotno na smer širjenja valovanja. Pri elektromagnetnem valovanju je smer polarizacije po dogovoru enaka smeri nihanja jakosti elektičnega polja. Če nihanje poteka le v eni smeri, je val linearno polarizirian, če pa se s širjenjem vala nihanje suče, je valovanje krožno ali eliptično polarizirano.  V primeru, da se smer nihanja spreminja tako hitro, da se ne da določiti smeri polarizacije, je val nepolariziran.
Običajne optične snovi (na primer steklo) so izotropni in polarizacijo ohranjajo. Obstajajo pa tudi optično aktivne ali dvolomne snovi. Prve pri prehodu svetlobe skozi snov polarizacijo sučejo, pri drugih pa polarizacija vpliva na smer širjenja žarka skozi snov. 

## Opis polarizacije

### Osnovni tipi polarizacije
- linearna polarizacija: smer polarizacije je konstantna in vektor jakosti električnega polja ne spreminja svoje smeri.
- krožna polarizacija: vektor električnega polja opisuje krožnico. Krožna polarizacija se nadalje deli na levo- in desnosučno krožno polarizacijo.
- eliptična polarizacija: vektor električnega polja opisuje elipso. Linearna in krožna polarizacija sta samo posebna primera eliptične polarizacije.

### Polarizacija ravnega vala
Naj se elektromagnetni val širi v smeri {\displaystyle z}. Vektorja električnega, E, in magnetnega polja, H, ležita v ravnini {\displaystyle xy}, ki je pravokotna na os {\displaystyle z}. E in H se zapišeta kot 
{\displaystyle \mathbf {E} (z,t)={\begin{bmatrix}E_{x}\\E_{y}\\0\end{bmatrix}}\;e^{i(kz-\omega t)}}     in     {\displaystyle \mathbf {H} (z,t)={\begin{bmatrix}H_{x}\\H_{y}\\0\end{bmatrix}}\;e^{i(kz-\omega t)}}.
Tu so {\displaystyle E_{x},E_{y},H_{x},H_{y}} amplitude električnega in magnetnega polja v {\displaystyle x} in {\displaystyle y} smeri. S {\displaystyle k} je označen valovni vektor in z {\displaystyle \omega } krožna frekvenca.
Komponenti {\displaystyle E_{x}} in {\displaystyle E_{y}} sta
{\displaystyle E_{x}=\mid \mathbf {E} \mid \cos \theta }
{\displaystyle E_{y}=\mid \mathbf {E} \mid \sin \theta },
kjer je
{\displaystyle \theta \ {\stackrel {\mathrm {def} }{=}}\ \tan ^{-1}\left({E_{y} \over E_{x}}\right)}
in skupna amplituda električnega polja
{\displaystyle \mid \mathbf {E} \mid ^{2}\ {\stackrel {\mathrm {def} }{=}}\ \left(E_{x}\right)^{2}+\left(E_{y}\right)^{2}}.
Tak val je linearno polariziran pod kotom  {\displaystyle \theta } glede na os  {\displaystyle x}.

### Eliptična polarizacija in polarizacijska elipsa
V splošnem se vektor jakosti električnega polja E zapiše kot
{\displaystyle \mathbf {E} (\mathbf {r} ,t)=E_{0}e^{i({\vec {k}}\cdot {\vec {r}}-\omega t+\phi )}=E_{0}e^{i(kz-\omega t+\phi )}}
ali po posameznih komponentah
{\displaystyle \mathbf {E} (\mathbf {r} ,t)=E_{0x}e^{i(kz-\omega t+\phi _{1})}{\hat {\mathbf {x} }}+E_{0y}e^{i(kz-\omega t+\phi _{2})}{\hat {\mathbf {y} }}}
Zapis realnega dela eksponenta
{\displaystyle {\frac {E_{x}}{E_{0x}}}=\cos(kz-\omega t+\phi _{1})=\cos(kz-\omega t)\cos \phi _{1}-\sin(kz-\omega t)\sin \phi _{1}}
{\displaystyle {\frac {E_{y}}{E_{0y}}}=\cos(kz-\omega t)\cos \phi _{2}-\sin(kz-\omega t)\sin \phi _{2}}
Komponenti {\displaystyle x} in {\displaystyle y} nihata z isto frekvenco {\displaystyle \omega }, a se razlikujeta v fazi. Iz zgornje enačbe sledi
{\displaystyle \left({\frac {E_{x}}{E_{0x}}}\right)^{2}+\left({\frac {E_{y}}{E_{0y}}}\right)^{2}-{\frac {2E_{x}E_{y}}{E_{0x}E_{0y}}}\cos \delta =\sin ^{2}\delta },
pri čemer je  {\displaystyle \delta =\phi _{2}-\phi _{1}}.To je enačba elipse, zasukane za kot {\displaystyle \psi } glede na os {\displaystyle x}. Za kot {\displaystyle \psi } velja
{\displaystyle \tan 2\psi ={\frac {2E_{0x}E_{0y}\cos \delta }{E_{0x}^{2}-E_{0y}^{2}}}}.
Z upoštevanjem izraza za kot {\displaystyle \psi } se polosi elipse zapišeta kot
{\displaystyle E_{a}=E_{x}\cos \psi +E_{y}\sin \psi }
{\displaystyle E_{b}=-E_{x}\sin \psi +E_{x}\cos \psi }
in val kot 
{\displaystyle \mathbf {E} =\left({\hat {\mathbf {x} }}E_{0x}e^{i\phi _{1}}+{\hat {\mathbf {y} }}E_{0y}e^{i\phi _{2}}\right)e^{i(kz-\omega t)}}.
Mejna primera eliptične polarizacije sta linearna in krožna polarizacija.

### Linearna in krožna polarizacija
Naj bo {\displaystyle \delta =0} ali {\displaystyle \pi }. Enačba  elipse se preoblikuje v
{\displaystyle \left({\frac {E_{x}}{E_{0x}}}\right)^{2}+\left({\frac {E_{y}}{E_{0y}}}\right)^{2}\pm {\frac {2E_{x}E_{y}}{E_{0x}E_{0y}}}=0}.
To ni več enačba elipse, temveč enačba premice z naklonom {\displaystyle {\frac {E_{0y}}{E_{0x}}}}. Električno polje E v tem primeru niha v smeri, določeni z {\displaystyle E_{x}} in {\displaystyle E_{y}}
{\displaystyle \mathbf {E} =({\hat {\mathbf {x} }}E_{0x}\pm {\hat {\mathbf {y} }}E_{0y})e^{i(\omega t-kz)}}.
V drugem mejnem primeru je {\displaystyle E_{0x}=E_{0y}=E_{0}} in {\displaystyle \delta =\pm {\frac {\pi }{2}}}. Iz enačbe elipse sledi
{\displaystyle \left({\frac {E_{x}}{E_{0x}}}\right)^{2}+\left({\frac {E_{y}}{E_{0y}}}\right)^{2}=1}.
To je enačba krožnice. Eliptična polarizacija pri teh pogojih zavzame mejno vrednost krožne polarizacije. Vektor električnega polja je
{\displaystyle \mathbf {E} =E_{0}\left[\cos(\omega t-kz){\hat {\mathbf {x} }}\pm \sin(\omega t-kz){\hat {\mathbf {y} }}\right]}

### Zapis polarizacije z Jonesovimi vektorji
Vse informacije o polarizaciji elektromagnetnega vala so vsebovane v njegovi amplitudi in fazi. Val, ki potuje v smeri  {\displaystyle z}, se zapiše kot
{\displaystyle {\begin{pmatrix}E_{x}(t)\\E_{y}(t)\\0\end{pmatrix}}={\begin{pmatrix}E_{0x}e^{i(kz-\omega t+\phi _{x})}\\E_{0y}e^{i(kz-\omega t+\phi _{y})}\\0\end{pmatrix}}={\begin{pmatrix}E_{0x}e^{i\phi _{x}}\\E_{0y}e^{i\phi _{y}}\\0\end{pmatrix}}e^{i(kz-\omega t)}}.
Pripadajoč Jonesov vektor
{\displaystyle {\begin{pmatrix}E_{0x}e^{i\phi _{x}}\\E_{0y}e^{i\phi _{y}}\end{pmatrix}}}
opiše amplitudi in fazi v smereh {\displaystyle x} in {\displaystyle y}. Vsota kvadratov absolutnih vrednosti obeh komponent je sorazmerna svetlobni intenziteti. Navadno se uporablja Jonesovo matriko v normalizirani obliki. Nekaj zgledov Jonesovih vektorjev je zbranih v naslednji tabeli:
| Polarizacija                                                 | Pripadajoči Jonesov vektor                                                |
| Linearno polarizirana v x smeri                              | {\displaystyle {\begin{pmatrix}1\\0\end{pmatrix}}}                        |
| Linearno polarizirana v y smeri                              | {\displaystyle {\begin{pmatrix}0\\1\end{pmatrix}}}                        |
| Linearno polarizirana in nagnjena za kot 45° glede na x os   | {\displaystyle {\frac {1}{\sqrt {2}}}{\begin{pmatrix}1\\1\end{pmatrix}}}  |
| Linearno polarizirana in nagnjena za kot - 45° glede na x os | {\displaystyle {\frac {1}{\sqrt {2}}}{\begin{pmatrix}1\\-1\end{pmatrix}}} |
| Desnosučno krožno polarizirana                               | {\displaystyle {\frac {1}{\sqrt {2}}}{\begin{pmatrix}1\\-i\end{pmatrix}}} |
| Levosučno krožno polarizirana                                | {\displaystyle {\frac {1}{\sqrt {2}}}{\begin{pmatrix}1\\+i\end{pmatrix}}} |

## Polarizacija naravne svetlobe
Naravna svetloba je nepolarizirana, saj nastane valovanje iz velikega števila naključnih atomskih sipalcev. Ti izsevajo valovni paket v času reda {\displaystyle 10^{-8}} s. Vsi izsevani paketi z enako frekvenco tvorijo polariziran val, ki pa traja le toliko, dokler se ne izseva nov paket. Izsevana svetloba je tako skupek vseh možnih valovnih paketov, ki so popolnoma nepredvidljivi.